# Фитипалди Аутомотив
Вижте пояснителната страница за други значения на Фитипалди.
Фитипалди Аутомотив (на английски: Fittipaldi Automotive) е отбор от Формула 1. Дебютира през 1975 година във Формула 1 като регистрира 44 точки. Създаден в Бразилия.